# Chiara Mair
Pour les articles homonymes, voir Mair.
Chiara Mair est une skieuse alpine autrichienne, née le 31 août 1996 à Innsbruck.

## Biographie
Elle commence sa carrière dans le cirque blanc lors de l'hiver 2011-2012.
Elle découvre la Coupe d'Europe en janvier 2015, puis en janvier 2016, elle participe à sa première épreuve de Coupe du monde à l'occasion du slalom géant de Flachau. Elle effectue sa première saison complète en 2016-2017, où elle obtient son premier podium en Coupe d'Europe au slalom de Trysil et deux médailles de bronze aux Championnats du monde junior en slalom et slalom géant.
C'est lors de la saison 2018-2019, qu'elle signe ses premiers points en Coupe du monde avec quatre places dans le top trente, dont une treizième place au slalom de Zagreb. 

## Palmarès

### Coupe du monde
- Meilleur classement général : 79e en 2019.
- Meilleur résultat : 13e.

#### Différents classements en coupe du monde
| Année/Classement | Année/Classement | Général | Général | Descente | Descente | Super G | Super G | Slalom géant | Slalom géant | Slalom | Slalom | Combiné | Combiné |
| ---------------- | ---------------- | ------- | ------- | -------- | -------- | ------- | ------- | ------------ | ------------ | ------ | ------ | ------- | ------- |
| Année/Classement | Année/Classement | Class.  | Points  | Class.   | Points   | Class.  | Points  | Class.       | Points       | Class. | Points | Class.  | Points  |
| 2019             | 2019             | 79e     | 53      | -        | -        | -       | -       | -            | -            | 31e    | 53     | -       | -       |

### Coupe d'Europe
- 6 podiums.

À l'issue de la saison 2018-2019

### Championnats du monde junior
- Åre 2017 :
  -  Médaille de bronze au slalom géant.
  -  Médaille de bronze au slalom.